# أميريكان مكغي أليس
أميريكان مكغي أليس (بالإنجليزية: American McGee's Alice) هي لعبة فيديو من نوع أكشن ورعب نفسي، وهي تتمة غير رسمية لروايتي لويس كارول: أليس في بلاد العجائب وعبر المرآة. تجري أحداث اللعبة بعد سنوات من زمن الروايتين الأصليتين وهي تصور نسخة أكبرا سنا وأكثر ترويعا من أليس.
صممت اللعبة من قبل أميريكان مكغي وطورت من طرف Rogue Entertainment ونشرتها إلكترونيك آرتس. تم إطلاقها لأجهزة الحاسوب في 6 ديسمبر 2000. كان يتم تطور نسخة للبلاي ستيشن 2 ولكن تم إلغاؤها.
تستخدم أميريكان مكغي أليس مُحرك لعبة id Tech 3 ، والذي تم استخدامه سابقًا في كوايك 3 ارينا وأُعيد تصميم لهذه اللعبة بواسطة ريتشول الترفيهية. قوبلت اللعبة بقبول نقدي إيجابي، حيث أشاد المراجعون بالجودة الفنية والتقنية العالية لتصميم المستوى، بينما انتقدوا الخطية المفرطة في طريقة اللعب. اعتبارًا من سبتمبر 2017، باعت أميريكان مكغي أليس أكثر من 1.5 مليون نسخة.
أليس: عودة الجنون هي تتمة للعبة وقد أطلقت في 14 يونيو 2011. مع إصدار عودة الجنون قدمت نسخ من أميريكان مكغي أليس مجانا للتحميل لمشتري النسخة الجديدة.

## الملخص
يقدم إعداد اللعبة عرضًا رائعًا لبلاد العجائب أكثر من تصوير لويس كارول الأصلي. وكون بلاد العجائب ابتكاراً من مخيلة أليس، فقد تعرضت للتلف. والهدف الأساسي لأليس هو إنقاذ بلاد العجائب، بالتالي بإنقاذ نفسها.

## الشخصيات
تستند شخصيات اللعبة عمومًا إلى روايات لويس كارول الأصلية، لكنها لا تُظهر الصورة كما في الرواية نفسها. كثير منهم عبارة عن تجسيد مشوه لصورتهم التقليدية. تشير مجموعة الكتب  الخاصة بـ Heironymous Q. Wilson (ملحق مضمن باللعبة ومكتوبة من وجهة نظر طبيب أليس) إلى أن العديد من الشخصيات التي تصادفها أليس في بلاد العجائب هي رمز لأشخاص في واقع الحياة يصل بهم الحال لأمراض الانفصام في الشخصية (القاطنة). الشخصيات الأخرى داخل اللعبة هي استعارات لمشاعر أليس الخاصة بها، ولأنها غير سعيدة، فقد أصبحت ملتوية. بعض الناس (القط تشيشر، الأرنب الأبيض) يساعدونها؛ ويحاول البعض الآخر (ماد هاتر، ملكة القلوب) التسبب بالألم، أولاً عن طريق إخراج من تحبهم ومن ثم أخذها معهم.

## الموسيقى
جميع الموسيقى التي تم إنشاؤها من أجل الموسيقى التصويرية للعبة الأمريكية McGee's Alice الرسمية تم تأليفها وأداءها بواسطة كريس فيرنا بمساعدة عازف الجيتار مارك بلاسكيز والمغنية جيسيكا. تم إنشاء معظم الأصوات التي استخدمها بأدوات الألعاب والإيقاع، وصناديق الموسيقى (في فيلم وثائقي قصير حول صنع اللعبة التي ظهرت على TechTV ، يبدو أن مربع الموسيقى المستخدم عبارة عن راديو جيب فيشر بوكس للموسيقى العتيقة)، تم التلاعب بالساعات والأبواب وأصوات الإناث التي تم أخذ عينات منها في مقاطع صوتية كابوسية، بما في ذلك حالات يضحكون فيها بشكل مهووس ويصرخون ويبكيون ويغنون بطريقة غريبة طفولية.
شاركت مارلين مانسون في الأصل في تسجيل الموسيقى للعبة. وصفت مكغي الأمريكية بتكوينه بأنه «رائع جدًا» ولديها «صوت رائع في أيام البيتلز في موسيقى القيثارة». استمرت مساهمات مانسون في المنتج النهائي، ولا سيما تأثير الخيمياء؛ لبعض الوقت كان مانسون يؤدي صوت صانع القبعات. أشار مانسون إلى أنه يمكن استخدام نفس الموسيقى في فيلمه القادم Phantasmagoria: The Visions of Lewis Carroll.
تم إصدار أغنية Alice Original Music Score في اللعية بتاريخ 16 أكتوبر 2001 بواسطة Six Degrees Records. حيث يضم جميع المؤلفات العشرين الأصلية التي كتبها ناين إنش نيلز، عازف الدرامز المباشر والمتعاون مع الأستوديو كريس فيرنا مع غناء قامت به جيسيكا أدامز من جاك أوف جيل وساركلينج.. ويتضمن موضوعًا لم يُصدر سابقًا بالإضافة إلى ريميكس بعنوان "Flying on the Wings of Steam".

## الاستقبال
في الولايات المتحدة، بيعت 360,000 نسخة من اللعبة بحلول أغسطس 2006. في ذلك الوقت، أدت هذه الاحصائية إلى إعلان أنها لعبة الكمبيوتر الـ 47 الأكثر مبيعًا في البلاد والتي صدرت منذ يناير 2000.
تم إصدار اللعبة في النهاية في 5 ديسمبر 2000، وتلقى الثناء على تصورها؛ وكانت الرسومات معقدة للغاية لوقتهم. والعديد من المستويات تصور عالماً من الفوضى والعجب، بعضها يذكرنا بداخل ملجأ أو منزل مجنون، حيث تربط بلاد العجائب بصريا بواقع أليس. تُظهِر المناظر الخارجية لبلاد العجائب مخالب ملكة القلوب تغوص في المباني والجوانب الجبلية، وخاصة في ولاية كوينزلاند. تلقت أليس مراجعات «مواتية» وفقًا لموقع عة ميتاكريتيك. قالت غيم سبوت: «بينما ستستمتع بلا شك بالعمل الفني الخيالي، فقد ينتهي بك الأمر بخيبة أمل إلى أي مدى تكون اللعبة الأساسية واضحة حقًا.»
في مقالها «أصبحت بلاد العجائب غريبة تمامًا: من أليس كارول لويس إلى أليس مكجي الأمريكية»، تقول الناقدة الأدبية كاتلينا مارتن أن اللعبة «توفر نسخة معادة لتفسيرها من أليس وكل بلاد العجائب التي قد يتساءلون بعض اللاعبين عن الجوانب من كارول والتي هي من McGee ، وبالتالي قد تؤدي إلى إعادة قراءة كارول من خلال عدسة أغمق من أليس مكجي. تُظهر إعادة تفسير أليس هذه تعددًا للقابلية وتغيرها عبر الزمن والخطاب.» كما يلاحظ مارتن أن اللعبة لاقت ناجحة إلى حدٍ كبير جزئيًا في بنية سردية لحكايات كارول، التي بنيت حول الألعاب - البطاقات والشطرنج - وبأنفسهم.

## روابط خارجية
- أميريكان مكغي أليس على موقع IMDb (الإنجليزية)